# THERAPY
THERAPY (セラピー) は、日本のポップ・ロックバンド、Broken my toyboxが2025年8月6日に発売されたミニアルバム。

## 概要
前作「My Fantasia」から約1年6ヶ月ぶり、CDリリースは「Broken my toybox」から約3年8ヶ月ぶりのリリース。
murffin discs内に発足したレーベル、ECLOの第一弾アーティストとしてリリースを行った。未発表曲4曲を含む全7曲を収録。全国のタワーレコード限定でリリースされた。

また、7月9日までの早期予約特典として、2025年3月20日にSHIBUYA WWWで開催された「箱庭へようこそ 〜桃源郷のつくりかた〜」のライブ音源が収録されたCDが付録される。
本アルバムは、2025年8月度タワレコメンに選出された。
また、8月5日のオリコンデイリーランキングでは、チャート28位の成績を残した

## 略歴
- 4月29日、公式XにてEP「THERAPY」を発売すると発表[5]。
- 5月28日、Murffin discs内にできた新レーベル『ECLO（エクロ）』第一弾アーティストとして所属したことを発表[2]。また、同レーベルにてミニアルバム「THERAPY」を8月6日にリリースすると発表[6]。
- 6月11日、公式X及び公式サイトにてアルバムジャケットと収録曲が公開された[7]。
- 7月30日、リード曲「THERAPY」の先行配信が開始された。

## 収録曲
通常盤CD
| #         | タイトル                 | 作詞      | 作曲      | 時間  |
| --------- | ------------------------ | --------- | --------- | ----- |
| 1.        | 「apPETite」             | 藤井樹    | 藤井樹    | 4:10  |
| 2.        | 「NiGHTmARe」            |           | 藤井樹    | 1:06  |
| 3.        | 「THERAPY」              | 藤井樹    | 藤井樹    | 3:39  |
| 4.        | 「レッドオーシャン」     | 藤井樹    | 藤井樹    | 3:54  |
| 5.        | 「フィラメント」         | 藤井樹    | 藤井樹    | 2:50  |
| 6.        | 「命の聖火」             | 藤井樹    | 藤井樹    | 4:03  |
| 7.        | 「ソルトアンドシュガー」 | 藤井樹    | 藤井樹    | 4:37  |
| 合計時間: | 合計時間:                | 合計時間: | 合計時間: | 24:19 |

早期予約特典（ライブCD）
| #         | タイトル                                | 作詞      | 作曲      | 時間  |
| --------- | --------------------------------------- | --------- | --------- | ----- |
| 1.        | 「Float」                               | 藤井樹    | 藤井樹    | 3:21  |
| 2.        | 「コピーライト」                        | 藤井樹    | 藤井樹    | 3:39  |
| 3.        | 「椿の唄」                              | 藤井樹    | 藤井樹    | 4:39  |
| 4.        | 「メロディーメーカー」                  | 藤井樹    | 藤井樹    | 4:11  |
| 5.        | 「幸福のすべて」                        | 藤井樹    | 藤井樹    | 4:13  |
| 6.        | 「Fantasia」                            | 藤井樹    | 藤井樹    | 3:45  |
| 7.        | 「apPETite （シークレット・トラック）」 | 藤井樹    | 藤井樹    | 4:55  |
| 合計時間: | 合計時間:                               | 合計時間: | 合計時間: | 28:43 |

## 演奏
- Vocal/Guitar：藤井樹
- Guitar：高田健太郎
- Bass：郷間直人
- Support Drums （M-1，3，5，6，7）：関口広章
- Support Drums （M-4）：岡田鐘太
- Chorus（M-4）：岡田鐘太 / 浪岡琴美 / 西岡史矩 / 
橋本若菜 / 吉川穂海 / 高田健太郎 / 郷間直人 / 渡邊直人
- Chorus（M-5）：関口広章 / 吉國唯

## テレビ披露
| 番組名     | 日付         | 放送局     | 演奏曲  |
| ---------- | ------------ | ---------- | ------- |
| 超⚡️超音波 | 2025年8月1日 | テレビ東京 | THERAPY |